# خوانا روزا بيتا
خوانا روزا بيتا (بالإنجليزية: Juana Rosa Pita)‏ (8 ديسمبر 1939)؛ كاتِبة وشاعرة كوبية.